# Xenoschesis aethiops
Xenoschesis aethiops là một loài tò vò trong họ Ichneumonidae.